# Alliopsis recta
Alliopsis recta är en tvåvingeart som först beskrevs av Fan och Xiaolong Cui 1983.  Alliopsis recta ingår i släktet Alliopsis och familjen blomsterflugor. Inga underarter finns listade i Catalogue of Life.